# Sorry for Your Loss
Sorry for Your Loss est une série télévisée américaine en vingt épisodes d'environ 30 minutes créée par Kit Steinkellner et diffusée entre le 18 septembre 2018 et le 19 novembre 2019 sur le service de streaming Facebook Watch, accessible via le réseau social Facebook.
Dans les pays francophones, elle est également diffusée sur Facebook Watch, uniquement en VOSTFr.

## Synopsis
Leigh Greer est une écrivaine en plein deuil depuis la mort de son mari. À la suite de cet événement dramatique, elle décide de quitter son travail, de s'installer avec sa mère et sa sœur et commence à travailler au studio de fitness de sa mère.
Pour Leigh, c'est le début d'une grande remise en question de sa vie et de ses relations.

## Distribution

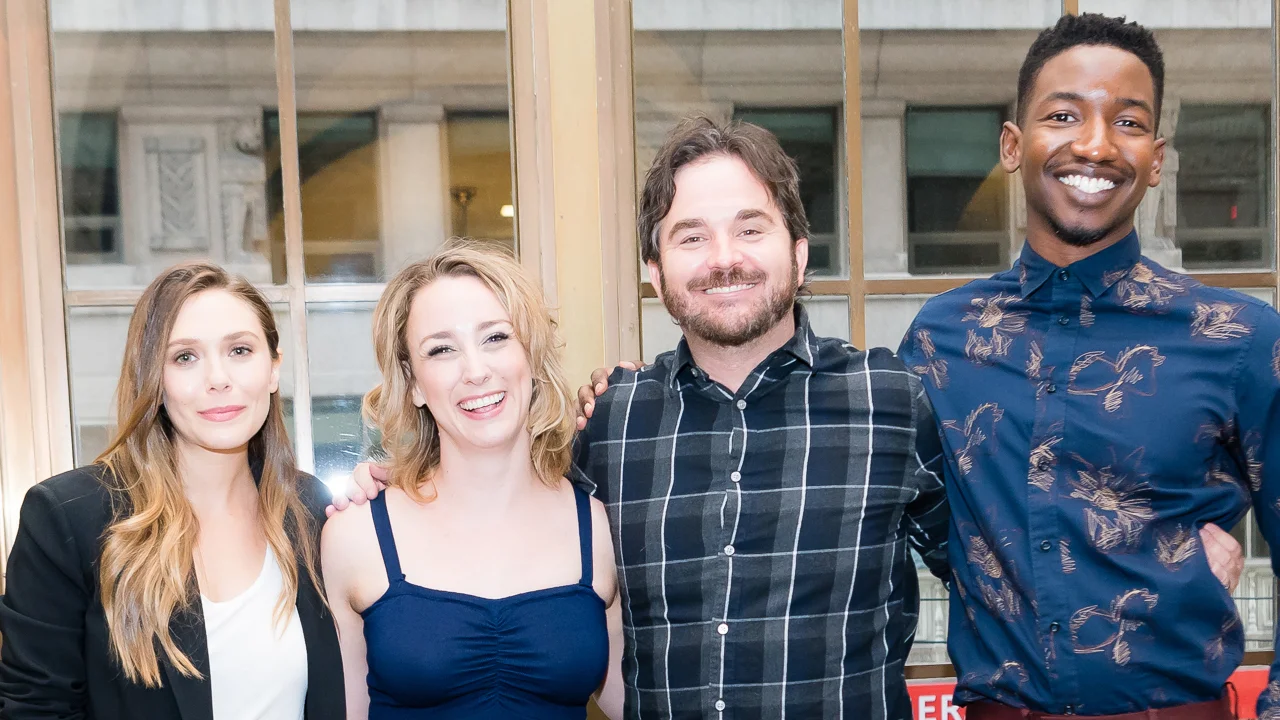
Les acteurs Elizabeth Olsen et Mamoudou Athie autour des auteurs de la scénariste Kit Steinkellner et du réalisateur James Ponsoldt, pour la présentation de la série au TIFF 2018.

### Acteurs principaux
- Elizabeth Olsen : Leigh Greer
- Kelly Marie Tran : Jules Shaw
- Jovan Adepo : Danny Greer
- Mamoudou Athie : Matt Greer
- Janet McTeer : Amy Shaw

### Acteurs récurrents
- Zack Robidas : Drew Burmester
- Aisha Alfa : Claire
- B. K. Cannon : Frankie
- Don McManus (en) : Richard
- Carmen Cusack (en) : Sabrina
- Ryan Reilly : Ryan
- Lauren Robertson : Becca Urwin

## Production

### Développement
Le 9 février 2018, Facebook annonce la commande d'une première saison de dix épisodes. Lors de la commande, la série s'intituait Widow et était à l'origine développée pour la chaîne câblée Showtime.
Le 1er mars 2018, le service dévoile le nouveau titre de la série et confirme plus tard le lancement de la première saison pour le 18 septembre 2018 avec la mise en ligne des quatre premiers épisodes.
En décembre 2018, Facebook annonce le renouvellement de la série pour une seconde saison.
Le 16 janvier 2020, la série est annulée.

### Distribution des rôles
Lors de la commande de la série, Elizabeth Olsen est directement rattaché au projet pour le rôle-titre. Elle est suivie par Kelly Marie Tran qui signe pour le rôle de sa sœur et par Jovan Adepo.
La distribution principale est bouclée dans le courant du mois de mars 2018 avec Mamoudou Athie et Janet McTeer.

### Tournage
Le tournage de la série a débuté le 18 avril 2018 dans l'état de Californie. Il se déroule principalement au CBS Studio Center à Los Angeles mais certaines scènes sont tournées dans d'autres villes de l'état.

## Épisodes

### Première saison (2018)
Composée de dix épisodes, elle a été diffusée entre le 18 septembre et le 9 octobre 2018.
1. One Fun Thing
2. Keep, Toss, Giveaway
3. Jackie O. and Courtney Love
4. Visitor
5. 17 Unheard Messages
6. I Want a Party
7. I Hate Chess
8. A Widow Walks Into a Wedding
9. Welcome to Palm Springs
10. The Penguin and the Mechanic

### Deuxième saison (2019)
Elle est mise en ligne au rythme de trois épisodes par semaine depuis le 1er octobre 2019.
1. Middle Finger, Thumbs Up
2. I'm Here
3. What's Wrong With Your Chest?
4. Mr. Greer
5. Norway
6. Weird Day
7. Thirty Years
8. Drumroll, Please
9. The Whale
10. I'm Still Here

## Accueil

### Critiques
La première saison de la série reçoit des critiques majoritairement positives de la critique américaine. Sur le site agrégateur de critiques Rotten Tomatoes, elle recueille 93 % de critiques positives avec une note de 7,58/10, sur la base de 28 critiques collectées, lui permettant d'obtenir le statut « Frais », le certificat de qualité du site.
Le consensus critique établi par le site résume que la saison est honnête, perspicace et aborde un thème sensible avec une touche spirituelle.
Sur Metacritic, elle obtient une note de 83/100 basée sur 12 critiques collectées.